# Gardens Shul
La Gardens Shul (o más formalmente Congregación hebrea de Ciudad del Cabo; Cape Town Hebrew Congregation) fue fundada en 1841, está ubicada en el Jardín Botánico de Ciudad del Cabo, en el barrio Gardens de la misma ciudad, se trata de la congregación judía más antigua de Sudáfrica.
La congregación, conocida como "La sinagoga Madre de Sudáfrica", posee dos estructuras históricas notables, la sinagoga de 1863 y la sinagoga de 1905. El edificio original de 1849 ya no existe.
La congregación es particularmente conocida por su coro. La sinagoga también alberga el Museo Judío de Sudáfrica.